# Rainford
Rainford är en ort och civil parish i St Helens i Storbritannien. Den ligger i grevskapet Merseyside och riksdelen England, i den centrala delen av landet, 280 km nordväst om huvudstaden London. Rainford ligger 44 meter över havet och antalet invånare är 6 131.
Terrängen runt Rainford är platt. Runt Rainford är det mycket tätbefolkat, med 1 266 invånare per kvadratkilometer. Närmaste större samhälle är Liverpool, 16,1 km sydväst om Rainford. Trakten runt Rainford består till största delen av jordbruksmark.